# Distretto di Kup"jans'k
Il distretto di Kup"jans'k (in ucraino Куп'янський район?, Kup"jans'kyj rajon) è un distretto nell'oblast' di Charkiv in Ucraina. Il suo centro amministrativo è la città di Kup"jans'k. Ha una popolazione di 130 111 abitanti.
Il 18 luglio 2020, come parte della riforma amministrativa dell'Ucraina, il numero di distretti dell'oblast di Charkiv, è stato ridotto a sette e l'area del distretto di Kup"jans'k è stata notevolmente ampliata.

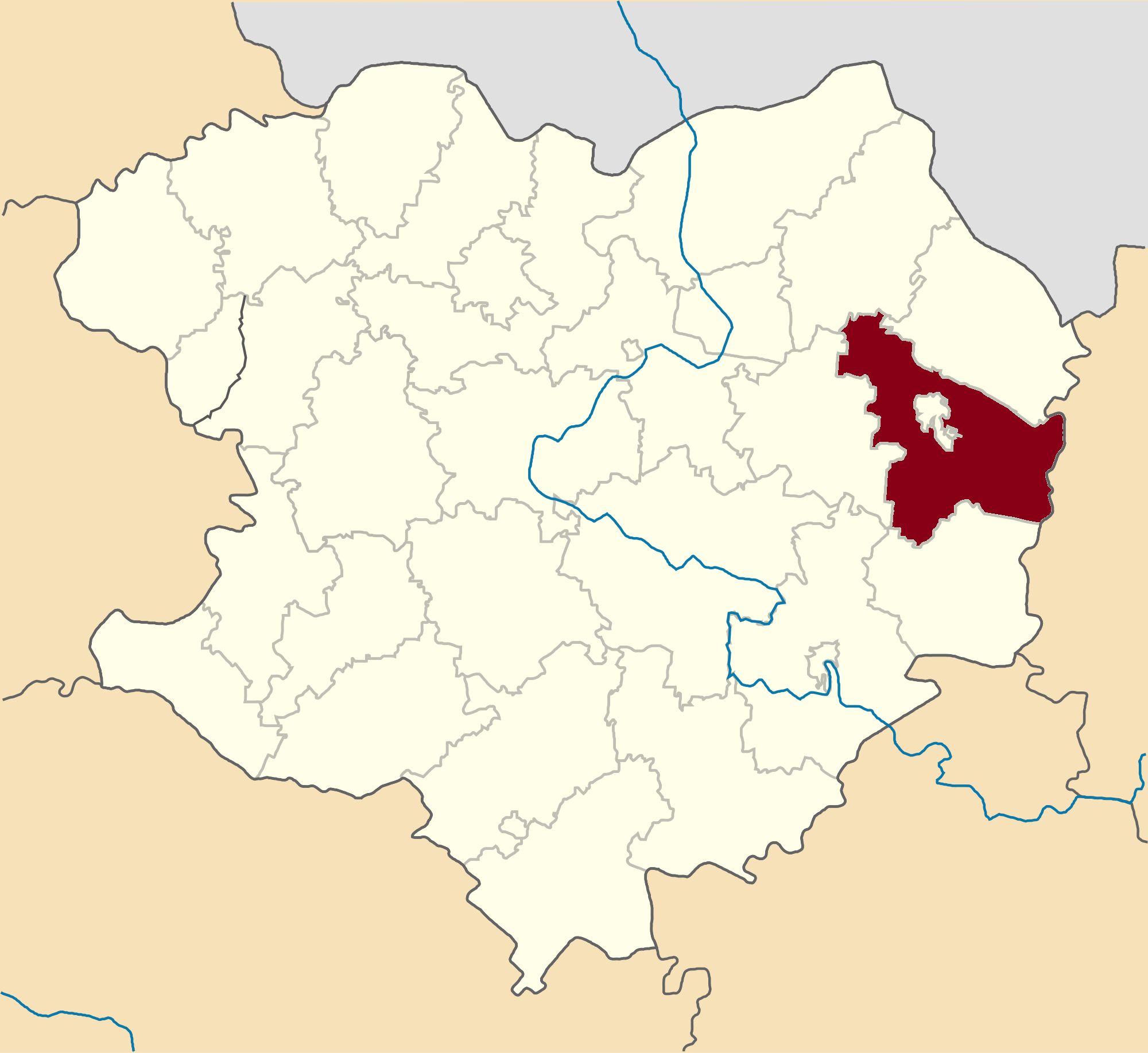
Territorio del distretto prima della riforma amministrativa del 2020

## Suddivisioni
Prima della riforma del 2020, il distretto di Kup"jans'k era suddiviso in tre hromada. Dopo tale riforma, il numero è salito a 8:
- Dvorična[4]
- Kindrašivka
- Kup"jans'k
- Kurylivka
- Petropavlivka
- Ševčenkove
- Velykyi Burluk
- Vilkhuvatka